# Leibniz-Institut für Festkörper- und Werkstoffforschung
Das Leibniz-Institut für Festkörper- und Werkstoffforschung Dresden – kurz IFW Dresden – ist ein außeruniversitäres Forschungsinstitut im Freistaat Sachsen und Mitglied der Leibniz-Gemeinschaft. Es betreibt Materialwissenschaft auf naturwissenschaftlicher Grundlage.
Das Institut befindet sich auf dem zentralen Campusgelände der Technischen Universität Dresden, an der Ecke Nöthnitzer Straße/Helmholtzstraße in Dresden-Südvorstadt.

## Geschichte
Das Institut wurde am 1. Januar 1992 aus dem früheren Zentralinstitut für Festkörperphysik und Werkstofforschung der Akademie der Wissenschaften der DDR heraus als Einrichtung der Blauen Liste gegründet.
Es ist aus dem größten Materialforschungszentrum der DDR hervorgegangen, das auf eine Institutsgründung durch Friedrich Eisenkolb und Günther Rassmann im Jahre 1952 zurückgeht.
Das IFW Dresden ist Gründungsmitglied des 2010 gegründeten Wissenschaftsverbundes DRESDEN-concept aus Forschungsinstituten verschiedener Fachrichtungen mit dem Ziel, Wissenschaft in Dresden besser zu vernetzen und sichtbar zu machen.

## Personal und Finanzierung
Das IFW Dresden beschäftigt etwa 470 Mitarbeiter mit Arbeitsvertrag. Davon sind 250 Wissenschaftler, zumeist Physiker, Chemiker und Ingenieure. Hinzu kommen rund 80 Stipendiaten und Gäste. 
Die Grundfinanzierung von ca. 36,5 Mio. Euro (2023) wird jeweils zur Hälfte durch Bund und Länder bereitgestellt. Bei den Mitteln der Länder wird der Großteil vom Freistaat Sachsen getragen. Zusätzlich zur Grundfinanzierung warb das IFW 2023 etwa 12 Mio. Euro Projektmittel ein.

## Organisation/Institute

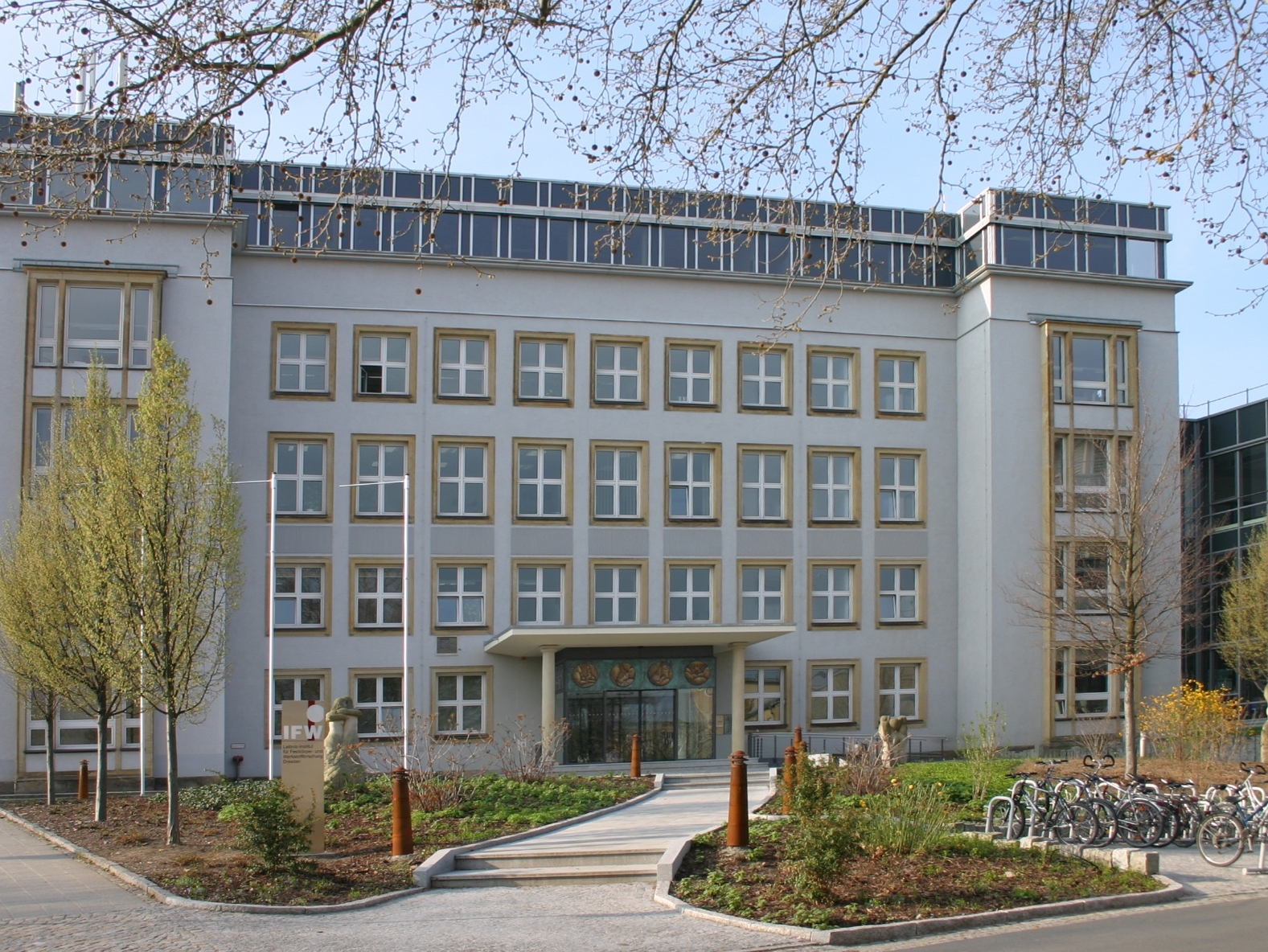
Institutshauptgebäude des IFW Dresden

Das Institut wird vom Wissenschaftlichen Direktor, Bernd Büchner, und von der Kaufmännischen Direktorin, Juliane Schmidt, geleitet, die gemeinsam den Vorstand bilden.
Der wissenschaftliche Bereich des IFW Dresden gliedert sich in fünf IFW-Institute, deren Direktoren gleichzeitig Professoren an der TU Dresden sind:
- IFW-Institut für Festkörperforschung, Direktor: Bernd Büchner
- IFW-Institut für Metallische Werkstoffe, Direktor: Kornelius Nielsch
- IFW-Institut für Materialchemie, Direktorin: Anjana Devi
- IFW-Institut für Neuartige Elektroniktechnologien, Direktorin: Yana Vaynzof
- IFW-Institut für Theoretische Festkörperphysik, Direktor: Jeroen van den Brink

Hinzu kommen die Bereiche Forschungstechnik und Verwaltung.

## Forschungsprogramm
Das IFW Dresden erforscht die Physik und Chemie von neuen Materialien mit dem Ziel, neue Erkenntnisse und Innovationen zu generieren. Dabei liegt der Fokus auf der Ebene von Molekülen, Atomen und Elektronen, die von den Gesetzmäßigkeiten der Quantenphysik bestimmt werden. Das IFW Dresden erforscht diese physikalischen Gesetzmäßigkeiten und entwickelt Materialien und Bauelemente mit besseren oder ganz neuen Funktionen.
Dabei wird das gesamte Spektrum von den physikalischen und chemischen Grundlagen bis zum technischen Verfahren und zum Produkt abgedeckt.